# Minuartia muscorum
Minuartia muscorum är en nejlikväxtart som först beskrevs av Norman Carter Fassett, och fick sitt nu gällande namn av R.K. Rabeler. Minuartia muscorum ingår i släktet nörlar, och familjen nejlikväxter. Inga underarter finns listade i Catalogue of Life.